# Danse en fauteuil roulant
La danse en fauteuil roulant est une danse destinée aux personnes à mobilité réduite. Ce handisport dérivé de la danse sportive est aussi une forme de thérapie pour les personnes touchées par un handicap, qui vise l’amélioration de l’état physique et psychique. Elle est semblable à la danse sociale et se pratique soit seul, soit en couple constitué de deux partenaires en fauteuil roulant ou d’un partenaire en fauteuil roulant et d'un partenaire valide, soit en groupe.

## Histoire
La danse en fauteuil roulant voit le jour en Suède dans les années 1968.

## Organisations

### En France
- La Fédération française handisport (FFH) exerce la fonction de Comité national paralympique français[3]

La France compte 48 clubs de danse et sections affiliés danse[pas clair]
- La Fédération de danse handi valide (FDHV)[5] est un regroupement d'associations réparties sur toute la France.

### Dans le monde
- Comité international paralympique
- World DanceSport Federation (WDSF)

## Sports de loisirs
- sports d'amusement[pas clair]
- pour une intégration en milieu ordinaire[pas clair]

## Compétitions

### Classification
- Combi

Un partenaire valide et un partenaire en fauteuil roulant dansent ensemble.
- Duo

Deux partenaires en fauteuil roulant dansent ensemble.
- Single

Une personne en fauteuil roulant danse en solo.
- Formation danse

Un groupe de personnes pratique une danse imposée.

### Différentes danses
- Danses de salon[6]

Valse lente (ou valse anglaise), valse viennoise, tango de salon (différent du tango argentin), quickstep, slow fox
- Danses latino-américaines

Samba, cha-cha-cha, rumba, paso doble, jive

### Championnats

#### Championnats d'Europe
|        | 1991 | Munich    | Allemagne   |
|        | 1993 | Oslo      | Norvège     |
|        | 1995 | Duisbourg | Allemagne   |
|        | 1997 | Härnösand | Suède       |
|        | 1999 | Athènes   | Grèce       |
|        | 2001 | Papendahl | Pays-Bas    |
|        | 2003 | Minsk     | Biélorussie |
|        | 2005 | ...       | ?           |
|        | 2007 | Varsovie  | Pologne     |
| ...... | 2009 | Tel Aviv  | Israël      |

#### Championnats du monde
|        | 1998 | Tokyo     | Japon       |
|        | 2000 | Oslo      | Norvège     |
|        | 2002 | Varsovie  | Pologne     |
|        | 2004 | Tokyo     | Japon       |
|        | 2006 | Papendahl | Pays-Bas    |
|        | 2008 | Minsk     | Biélorussie |
| ...... | 2010 | Hanovre   | Allemagne   |

#### Jeux paralympiques
La danse en fauteuil roulant n'est pas un sport paralympique. Le Comité international paralympique préside toutefois les compétitions aux championnats mondiaux et championnats européenne de ce sport.